# Eupithecia egena
Eupithecia egena es una especie de polilla de la familia Geometridae. La especie fue descrita por primera vez por András Mátyás Vojnits habiendo sido descrita en 1984, con distribución en Asia. El holotipo de la especie fue descrita en la provincia de Yunnan, China. La especie vuela desde mediados de julio hasta mediados de septiembre a una altitud de entre 1800 y 4000 metros sobre el nivel del mar.

## Descripción
Los adultos tienen alas anteriores de color marrón grisáceo y alas traseras de color blanquecino. Tiene gran parecido a otra polilla de Asia, Eupithecia lasciva, pero es más grande. Además, E. lasciva tiene una mancha roja ocre en el área distal del ala anterior y líneas transversales poco claras, mientras que en E. egena, las líneas transversales son mucho más distintas y la mancha roja es más pequeña o está completamente ausente.